# Wolseley Oxford Taxi
O Nuffield Oxford Taxi, também referido como  Wolseley Oxford Taxi é um modelo da British Motor Corporation e foi o primeiro taxi produzido após a Segunda Guerra Mundial.